# Parque nacional Sutjeska
El parque nacional Sutjeska es un parque nacional ubicado en Bosnia y Herzegovina en la entidad República Srpska. Es el parque nacional más antiguo de Bosnia y Herzegovina. Es famoso por ser el lugar de la victoria partisana sobre las fuerzas de ocupación alemanas en la célebre batalla del mismo nombre en 1943, en el contexto de la Segunda Guerra Mundial y existen varios monumentos de piedra que conmemoran el acontecimiento. El parque tiene una extensión de 17 250 hectáreas, esto es, alrededor de 172 kilómetros cuadrados.
En el parque se pueden encontrar los dos últimos bosques primarios en Europa, llamada Perućica. Hayas de más de 60 metros de alto y los endémicos pinos salgareños surgen de las caras rocosas que protegen el antiguo bosque. La cascada de Skakavac, de 98 metros de caída, puede verse desde un mirador, y queda empequeñecida por la densa capa forestal que cubre el valle. El río Sutjeska ha tallado un valle a través del medio del parque y separa los montes Zelengora, de 2014 m s. n. m., de otras montañas como Maglić (2386 m), Volujak (2337 m) y Bioč (2388 m). La montaña Maglić, que es el pico más alto del país, queda así dentro del parque, directamente sobre la frontera con Montenegro. Es una ascensión que desafía a los montañeros experimentados. Son comunes los avistamientos de osos y lobos en las montañas.